# Лејквуд (Јужна Каролина)
Лејквуд (енгл. Lakewood) насељено је место без административног статуса у америчкој савезној држави Јужна Каролина.

## Демографија
По попису из 2010. године број становника је 3.032, што је 429 (16,5%) становника више него 2000. године.
| Група             | 2000.         | 2010.         |
| Белци             | 1.717 (66,0%) | 1.822 (60,1%) |
| Афроамериканци    | 818 (31,4%)   | 1.034 (34,1%) |
| Азијати           | 5 (0,2%)      | 23 (0,8%)     |
| Хиспаноамериканци | 27 (1,0%)     | 112 (3,7%)    |
| Укупно            | 2.603         | 3.032         |